# Романчук, Юлиан Семёнович
Юлиан Романчук (укр. Юліан Романчук; 24 февраля 1842, Крылос — 22 апреля 1932, Львов) — политический руководитель галицийских украинцев, общественный и культурно-образовательный деятель (педагог, писатель и журналист).

## Биография

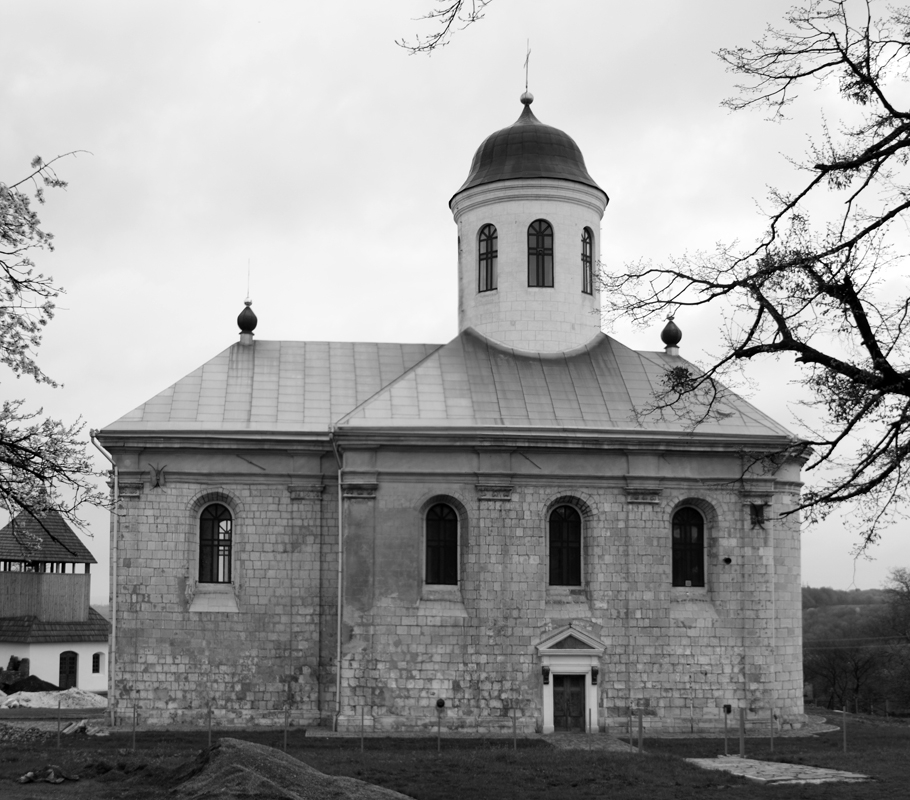
Успенская церковь в Крылосе

Родился в селе Крылос возле Галича в семье учителя. Окончил университет во Львове, где в 1863—1900 гг. был учителем гимназии (преподавал классическую филологию) и жил там до самой смерти.

## Политическая деятельность
Член-основатель материнского общества «Просвита» (1868) и долголетний его председатель (1896—1906), один из основателей НТШ (1873), «Родной школы» (1881), Учительского Общества (второй глава, впоследствии почетный член).
В 1885 г. инициатор и руководитель Народной Рады, в 1899 соучредитель Украинской национально-демократической партии (до 1907 её председатель).
В 1883—1895 гг. член галицкого сейма (с 1889 — председатель Украинского Сеймового Клуба), в 1890 один из создателей так называемой «новой эры», в оппозицию к которой стал в 1894 году.

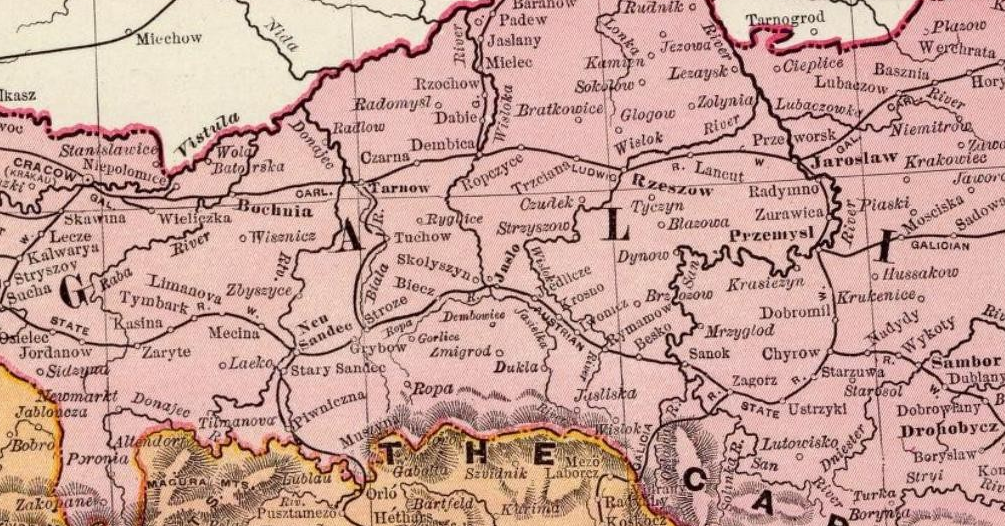
Галиция в 1897 году

В 1891—1897 и 1901—1918 гг. член австрийского парламента (1907—1910, 1916—1917 председатель Украинской Парламентской Репрезентации, с 1910 вице-президент парламента).
Как на сейме, так и в рейхсрате, он был признанным вождём немногочисленной украинской группы; боролся за права украинского языка, за увеличение числа школ в Галиции и против административного произвола.
Во время Первой мировой войны — председатель Украинского Вспомогательного Комитета и Украинской Культурной Рады в Вене.
В 1918 член Украинской национальной рады ЗУНР; 10 ноября 1918 Романчук присягнул во Львове членам Государственного Секретариата ЗУНР.
Имел огромное влияние среди галицких политических и общественных деятелей, а также пользовался большим уважением среди украинского народа и имел большое влияние на развитие политической, общественной и культурно-образовательной жизни. В 1900—1910 вместе с Е. Олесницким и К. Левицким был членом фактического политического руководства галицких украинцев.

## Литературная деятельность
Учредитель и издатель газеты «Батьківщина» (1879), соучредитель и сотрудник «Дела» (1880), ежемесячника «Ruthenische Revue» («Ukrainische Rundschau») в Вене.
Редактор месячных книг и календарей «Просвиты», составитель, выданных в 1879 г. школьных учебников (на украинском языке для народных и средних школ, в которые вместе с А. Барвинским ввел в 1890 г. фонетическое правописание, с 1899 также в популярные издательства «Просвещения»). Поддерживал активные связи с украинскими писателями и общественными деятелями находящимися в Центральных и Восточных областях Украины.
Редактор сборника произведений украинских классиков под названием «Русская грамотность». Автор и составитель учебников «Чтение для низших классов средних школ» и «Русское чтение для четвертого класса народных школ» (1879).
Романчук издатель-редактор произведений Т. Шевченко в Галиции — «Поэзия» (1902), «Сочинения» (I—II, 1907), «Кобзарь» (1914), исследователь текстов поэзии Шевченко, автор литературно-критических статей, инициатор издания «Просвещением» библиотеки украинских классиков «Русская грамотность» и издатель-редактор 23-х её томов в 1904—1920 годах.